# La Chevrolière
La Chevrolière település Franciaországban, Loire-Atlantique megyében. Lakosainak száma 6342 fő (2022. január 1.). La Chevrolière Le Bignon, Pont-Saint-Martin, Saint-Aignan-Grandlieu, Saint-Philbert-de-Grand-Lieu és Geneston községekkel határos.

## Népesség
A település népességének változása:
| Lakosok száma | 2139 | 3368 | 4272 | 4925 | 5241 | 5391 | 5589 | 5782 | 5951 | 6342 |
|               | 1968 | 1982 | 1990 | 2006 | 2013 | 2015 | 2017 | 2019 | 2020 | 2022 |